# FGF10
FGF10‏ (Fibroblast growth factor 10) هوَ بروتين يُشَفر بواسطة جين FGF10 في الإنسان.